# كيريشيما (كاغوشيما)
مدينة كيريشيما (بالإنجليزية: Kirishima)‏ هي أحد المدن التابعة لمحافظة كاغوشيما. تأسست رسميًا في 07/11/2005. ويقدر عدد سكانها بـ 127726 نسمة حسب تقدير مكتب الإحصاء الياباني لعام 2012. تبلغ مساحة كيريشيما 603.68 كم2. بكثافة سكانية تبلغ 212 نسمة/كم2.

## أعلام
- هاياتو تاني
- ميوكي مايدا
- يوجي هيكوتيك